# Jacek Rostowski
Jan Antony Vincent-Rostowski, dit Jacek Rostowski ( audio), né le 30 avril 1951 à Londres, est un universitaire, économiste et homme politique polonais.
Membre de la Plate-forme civique (PO), il est ministre des Finances entre 2007 et 2013, et brièvement vice-président du Conseil des ministres en 2013.

## Biographie

### Formation
Il obtient en 1972 un baccalauréat en sciences en relations internationales à l'University College de Londres (UCL). Recevant l'année d'après une maîtrise en arts en sciences économiques et histoire à l'UCL, il la complète par une seconde maîtrise en sciences économiques de la London School of Economics (LSE) en 1975.
Pendant les années 1980, il est actif au sein de la « Polish Solidarity Campaign », une campagne de solidarité britannique envers le syndicat polonais libre Solidarność.

### Vie professionnelle

#### Universitaire
Il est recruté en 1988 comme lecteur à l'école des études slaves et est-européennes de l'université de Londres. Conseiller du ministre polonais des Finances Leszek Balcerowicz entre 1989 et 1991, il conseille le gouvernement de la fédération de Russie en matière de politique macroéconomique au début des années 1990.
En 1992, il prend un poste de lecteur au centre des performances économiques de la LSE. Il abandonne ses deux postes universitaires en 1995, lorsqu'il est nommé professeur de sciences économiques et directeur du département de sciences économiques de l'université d'Europe centrale (CEU) de Budapest.

#### Conseiller économique
Il est choisi en 1997 pour exercer la présidence du comité de la politique macroéconomique du ministère polonais des Finances. En 2000, il renonce parallèlement à cette fonction et à son poste d'encadrant à la CEU. Conseiller économique de la Banque nationale de Pologne (NBP), dirigée par Balcerowiz, entre 2002 et 2004, il fait une incursion dans le secteur privé, étant recruté par Bank Pekao SA.
Il est de nouveau directeur du département de sciences économiques de l'université d'Europe centrale de 2005 à 2006.

### Vie politique

#### Ministre des Finances

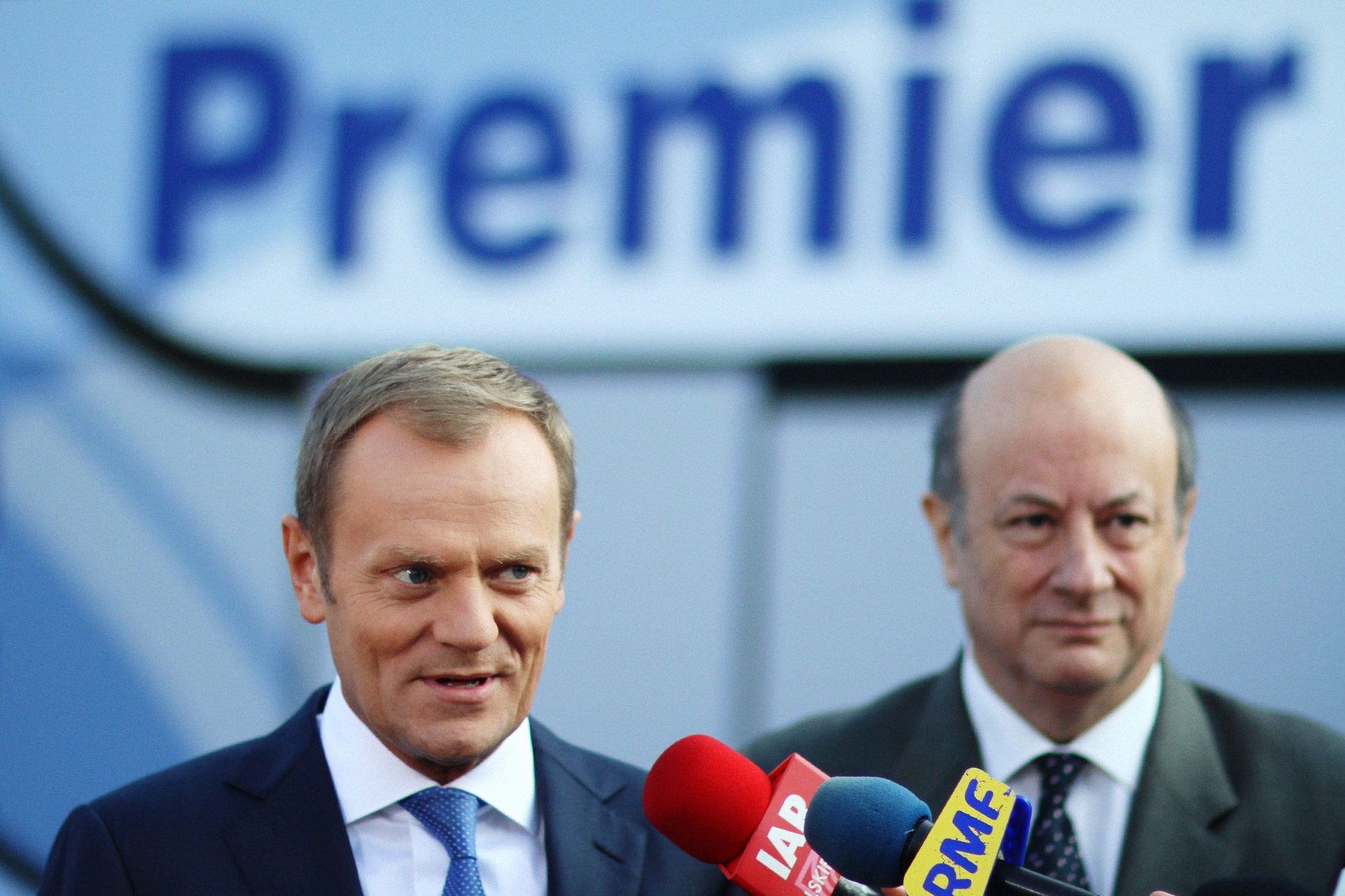
Jacek Rostowski et Donald Tusk en 2009.

Le 16 novembre 2007, Jacek Rostowski est nommé à 56 ans ministre des Finances dans le premier gouvernement de coalition de centre droit du président du Conseil des ministres libéral Donald Tusk. Il est alors partisan de l'introduction de l'euro la plus rapide possible. Initialement indépendant, il adhère en 2009 à la Plate-forme civique (PO).
Pour les élections législatives du 9 octobre 2011, il est investi candidat sur la liste de la PO dans la circonscription de Varsovie-I, emmenée par Tusk. Au cours du scrutin, il est élu député à la Diète avec 10 743 voix préférentielles, puis il retrouve son ministère à la formation du second gouvernement Tusk le mois qui suit.
À l'occasion du remaniement ministériel du 25 février 2013, il est promu vice-président du Conseil des ministres, tout en conservant son portefeuille ministériel.

#### Après le gouvernement

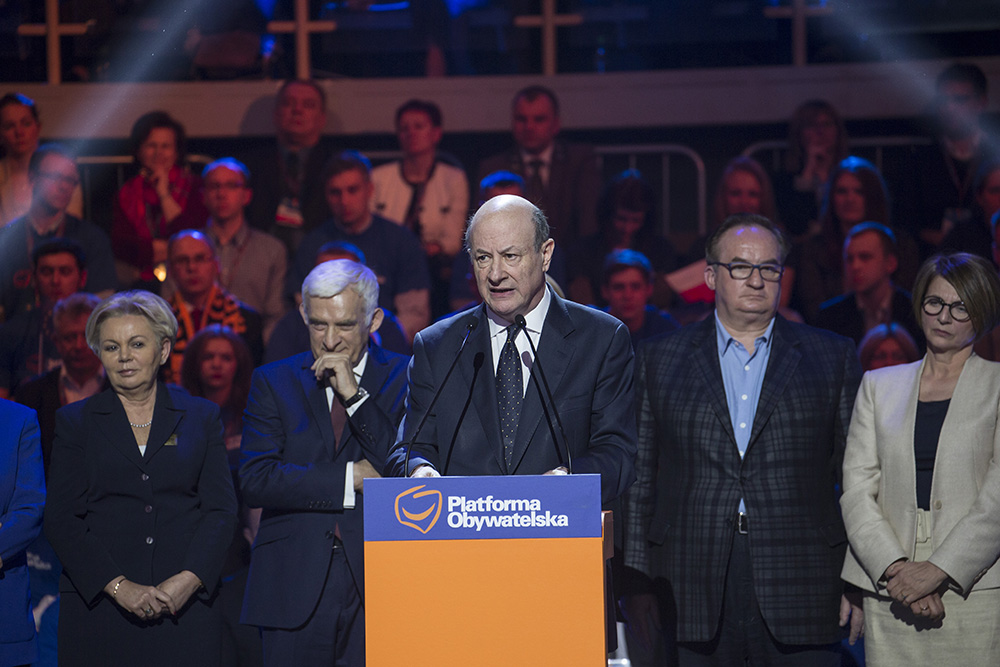
Discours de Jacek Rostowski devant la convention électorale de la PO pour les élections européennes de 2014.

Il est relevé de ses fonctions gouvernementales le 27 novembre suivant, à l'occasion d'un nouveau remaniement, justifié par l'impopularité grandissante du gouvernement, liée notamment à la réforme des retraites. Il détient le record de longévité à son poste avec un mandat d'une durée totale de six ans et cinq jours. Il est d'ailleurs le seul depuis 1989 à avoir accompli l'intégralité d'un mandat gouvernemental et le seul à avoir été reconduit à l'issue d'élections législatives.
Pour les élections européennes du 25 mai 2014, il est choisi par la PO comme tête de liste dans la circonscription de Bydgoszcz. Avec 32 514 votes de préférence, il réalise le deuxième résultat des candidats de la Plate-forme civique, qui n'obtient qu'un seul élu.
Nommé au conseil économique de la chancellerie de la présidente du Conseil des ministres Ewa Kopacz en janvier 2015, il devient chef du groupe des conseillers politiques le mois qui suit. Il démissionne en juin 2015 et renonce à cette occasion à briguer un nouveau mandat parlementaire au cours des élections législatives prévues en octobre.
Il intègre en 2016 l'équipe économique de la Plate-forme civique, désormais présidée par Grzegorz Schetyna, dont il quitte parallèlement le conseil national.

### Vie privée
Il est marié et père de deux enfants. Son propre père, Roman Rostowski, était le secrétaire personnel de Tomasz Arciszewski, chef du gouvernement polonais en exil durant la Seconde Guerre mondiale. Au cours des années 1950, son père a travaillé pour le ministère britannique des Affaires étrangères, étant posté au Kenya, à l'île Maurice et aux Seychelles, où il l'a suivi et passé une bonne partie de son enfance.